# Mr. Nutz
Mr. Nutz est un jeu vidéo de plate-forme créé par deux Français, Philippe Dessoly (graphiste) et Pierre Adane (programmeur), de Ocean France. Le jeu est développé sur Super Nintendo, Mega Drive, Game Boy, Game Boy Color et Game Boy Advance.
Le jeu est sorti pour la première fois à la fin de l'année 1993 sur la console Super Nintendo.
Bien que le jeu original ait été prévu à l'origine sur Amiga sur lequel il a été initialement présenté à Ocean, une version a par la suite été très librement adaptée sur cette machine par l'équipe allemande de Neon Studios et éditée par Ocean Software en 1994.

## Aperçu (version Super Nintendo)
Le joueur contrôle un écureuil anthropomorphe répondant au nom de M. Nutz. Le jeu se compose de divers mondes thématiques (monde de la forêt, monde nuageux…), chacun étant constitué de plusieurs niveaux ; chaque monde s’achève sur une confrontation avec un boss.
Le joueur dispose de plusieurs vies, mais une fois celles-ci épuisées, il n’est pas possible de reprendre au début d’un niveau intermédiaire ; en revanche, on peut reprendre la partie depuis le début du monde en cours.
Le jeu a été développé (hors musique) par une très petite équipe puisque composée de deux personnes : Pierre Adane comme programmeur, et Philippe Dessoly pour les graphismes. La performance est d'autant plus remarquable que Philippe Dessoly indiquait que lui et son collègue travaillaient chacun chez soi, et séparés de plus 400 km l'un de l'autre.

## Aperçu (version Amiga)
La version Amiga sous-titrée Mr. Nutz: Hoppin' Mad est le fruit d'un développement indépendant par une équipe de développeurs allemands (une partie a précédemment développé Apidya, sur le même support) et diffère complètement des autres versions, seul le personnage a été repris à la demande d'Ocean à l'époque.
Le joueur contrôle ici aussi un écureuil anthropomorphe qui doit cette fois-ci lutter contre des poulets extraterrestres qui veulent prendre le contrôle de sa planète. Le jeu se compose de plusieurs mondes aux diverses thématiques (plaine, eau, forêt, civilisation maya, usine…). La carte du monde qui sert à accéder aux niveaux n'est pas linéaire et ces derniers n'ont pas d'ordre prédéfini, bien qu'il faille parfois disposer d'un objet précis pour pouvoir y accéder. La partie plate-forme est très différente des versions consoles. Ces parties s'apparentent plus à Sonic the Hedgehog, notamment au niveau de la vitesse du scrolling parallaxe et multi-directionnel.
À noter que son adaptation sur Mega Drive sous le nom de Mr. Nutz 2 fut annulée. La redécouverte du code source de celle-ci sur les disquettes de la version Amiga de Turrican 3 (qui partage le même programmeur principal en la personne de Peter Thierolf) a permis à des amateurs d'en proposer une version jouable en 2012.
Les programmeurs ont en outre ajouté des niveaux bonus intermédiaires ainsi que de nombreux effets en simili mode 7 faisant de Mr. Nutz: Hoppin 'Mad (en) l'un des jeux Amiga les plus aboutis techniquement. Le programmeur de ces routines de simili mode 7, Dierk Ohlerich, provient de la scène des demomakers Amiga dans laquelle il opérait au sein du groupe Sanity sous le pseudonyme de CHAOS.

### Équipe technique version Amiga
- Programmeurs : Dierk Ohlerich, Jan Jöckel, Michael Buettner, Peter Thierolf
- Graphistes : Antony Christoulakis, Klaus Ehrhardt
- Musicien : Rudolf Stember

## Rééditions
La version console a été rééditée par Infogrames en 1999 sur Game Boy Color et en 2003 sur Game Boy Advance.
La version Amiga est disponible en téléchargement pour les utilisateurs de BlackBerry OS. À noter que malgré le fait que le texte parle de la version faite par Ocean France, il s'agit bien du jeu produit par Neon Studios.
Une nouvelle version est à l'étude depuis 2015 par Philippe Dessoly, Pierre Adane et Mickael Pratali. Une sortie est souhaitée pour les 30 ans du jeu, soit en 2023.

## Bande-son
- Les musiques de la version console ont été composées par Raphaël Gesqua, connu pour son travail dans Flashback: The Quest for Identity ou encore Shaq Fu.
- Les musiques de la version Amiga ont été composées par Rudolf Stember, également auteur de nombreuses autres musiques de jeu pour ce support, notamment pour Monkey Island, BC Kid, Z-Out (en) et The Patrician.